# Базарбаев, Кадыракун Исмаилович
Кадыракун Исмаилович Базарбаев — советский хозяйственный и политический деятель.

## Биография
Родился в 1933 году в селе Мин-Булак. Член КПСС.
Окончил Киргизский сельскохозяйственный институт, ВПШ при ЦК КПСС.
В 1954—1961 гг. — ветеринарный врач Тянь-Шаньского районного ветеринарного пункта, начальник районной и областной ветеринарной службы, председатель колхоза имени Куйбышева Нарынского района Киргизской ССР.
В 1961—1962 гг. — заведующий сельскохозяйственным отделом Тянь-Шаньского обкома КП Киргизии.
В 1962—1963 гг. — первый секретарь Нарынского райкома КП Киргизии.
В 1965—1967 гг. — заведующий сельскохозяйственным отделом Ошского обкома КП Киргизии.
В 1967—1983 гг. — первый секретарь Кочкорского, Советского, Таласского райкомов КП Киргизии.
В 1983—1990 гг. — заместитель председателя Агропромышленного комитета Киргизской ССР, заместитель министра сельского хозяйства Киргизской ССР.
В 1990—1994 гг. — президент Ассоциации ветеринаров Киргизии.
В 1994—1998 гг. — директор Каратал-Жапырыкского государственного заповедника.
В 1998—2013 гг. — председатель Совета ветеранов Нарынской области.
Избирался депутатом Верховного Совета Киргизской ССР 7-10-го созывов. Делегат XXIV съезда КПСС.
Умер в 2013 году.
Именем Базарбаева названы Чуйский институт образования, а также Каратал-Жапырыкский государственный заповедник.

## Награды
- Орден Ленина (трижды)
- Орден Трудового Красного Знамени
- Орден Знак Почёта